# Padirikuppam
Padirikuppam là một thị xã panchayat của quận Cuddalore thuộc bang Tamil Nadu, Ấn Độ.

## Nhân khẩu
Theo điều tra dân số năm 2001 của Ấn Độ, Padirikuppam có dân số 14.986 người. Phái nam chiếm 50% tổng số dân và phái nữ chiếm 50%. Padirikuppam có tỷ lệ 80% biết đọc biết viết, cao hơn tỷ lệ trung bình toàn quốc là 59,5%: tỷ lệ cho phái nam là 85%, và tỷ lệ cho phái nữ là 75%. Tại Padirikuppam, 10% dân số nhỏ hơn 6 tuổi.